# Ander Alaña
Ander Alaña Puerta (Bilbao, Vizcaya, 2 de noviembre de 1981) es un entrenador y exfutbolista español que jugaba habitualmente como defensa central.

## Trayectoria

### Futbolista
Ander Alaña fue captado por el Athletic Club desde el Sporting C. de Lutxana en la etapa cadete, formándose como jugador en las instalaciones de Lezama. En la temporada 2000-01 llegó a la plantilla del Bilbao Athletic (Segunda División B de España), tras jugar la temporada anterior en el segundo filial rojiblanco, el C.D. Baskonia (Tercera División). En su etapa de tres temporadas con los katxorros Alaña fue un titular habitual para sus entrenadores (Edorta Murua, Carlos Terrazas y Ernesto Valverde) y disputó la promoción de ascenso a Segunda División en la temporada 2002-2003.
En la temporada 2003-2004 el central bilbaíno dio el salto a Segunda División para fichar por la S. D. Eibar. Permaneció en el conjunto armero un total de 6 temporadas llegando a ser capitán del equipo y viviendo la lucha por el ascenso a Primera División de España (04-05), el descenso a Segunda División B (05-06), el ascenso frente al Rayo Vallecano de Madrid anotando un gol en la final (06-07) y el nuevo descenso a Segunda División B (08-09).
Tras abandonar Ipurúa, en verano de 2009 fichó por el C.P. Ejido (Segunda División B). Su aventura apenas duró media temporada debido a los problemas económicos de la entidad celeste y fichó en el mercado de invierno por el Deportivo Alavés (Segunda División B). Permaneció en el equipo de Mendizorroza temporada y media, disputando la promoción de ascenso a Segunda División en la temporada 10-11.
En la temporada 2011-12 firmó por la S.D. Amorebieta (Segunda División B), donde coincidió con su excompañero en el Bilbao Athletic y S. D. Eibar, Roberto Cuevas. Consiguió en esa temporada, donde la SDA debutaba en la categoría, clasificarse para la promoción de ascenso a Segunda División (11-12), dejando fuera a clubes como el Deportivo Alavés o la U.D. Salamanca.
En verano de 2013, inició su última aventura profesional al fichar por la S.D. Leioa (Tercera División de España), consiguiendo el ascenso a 2ªB frente al C.D. Varea en la ruta de campeones de grupos. Finalizada la temporada 2014-15, tras obtener la permanencia, colgó las botas.

### Entrenador
En el mismo verano que colgó las botas se hizo cargo del cadete de Liga Vasca del Athletic Club, para pasar a la siguiente campaña (16-17) a entrenar al Juvenil de Liga Nacional. En la temporada 2017-18 se hizo cargo del segundo filial del club, el CD Basconia con el que terminó en 15.ª posición. Para la temporada 2018-19 se hizo cargo del Cadete B rojiblanco y, para la siguiente, continuó dirigiendo a la misma generación en el Cadete A. En 2020 pasó a dirigir nuevamente al Cadete B rojiblanco. En junio de 2022 abandonó la disciplina rojiblanca.

## Clubes
| Club             | País   | Año                    |
| ---------------- | ------ | ---------------------- |
| C.D. Baskonia    | España | 1999-2000              |
| Bilbao Athletic  | España | 2000-2003              |
| S. D. Eibar      | España | 2003-2009              |
| C.P. Ejido       | España | 2009-2010 (1.ª Vuelta) |
| Deportivo Alavés | España | 2010-2011              |
| S.D. Amorebieta  | España | 2011-2013              |
| S.D. Leioa       | España | 2013-2015              |